# Звиргзденская волость
Звиргзденская волость (латыш. Zvirgzdenes pagasts) — одна из двадцати пяти территориальных единиц Лудзенского края Латвии. Находится на западе края. Граничит с городом Лудза, с Пушмуцовской, Блонтской, Циблинской, Иснаудской и Цирминской волостями своего края и с Берзгальской и Ленджской волостями Резекненского края.
Волостным центром является село Звиргздене (латыш. Zvirgzdene), к северу от краевого центра города Лудза.

## Население
По данным переписи населения Латвии 2011 года, из 760 жителей Звиргзденской волости латыши составляли 79,7 % (606 чел.), русские —  17,4 % (132 чел.).  На начало 2015 года население волости составляло 705 постоянных жителей.